# Françoise Pinkwasser
Françoise Pinkwasser est une actrice française, née le 18 octobre 1957 à Montreuil-sous-Bois (France) et morte le 27 janvier 2022 à Paris 19e.

## Biographie

### Jeunesse & enfance
Françoise Esther Fanny Pinkwasser naît le 18 octobre 1957 à Montreuil-sous-Bois (France).

### Vie personnelle
Françoise Pinkwasser est la sœur du comédien Daniel Russo.

### Mort
Françoise Pinkwasser meurt le 27 janvier 2022 à Paris 19e, à l'âge de 64 ans.

## Filmographie

### Cinéma
- 1985 : Conflits de Pierre Guilbert[réf. nécessaire]
- 1986 : Pygmalion et les Vampires de Dominique Sarfaty[réf. nécessaire]
- 1987 : Plaidoyer pour un chien de Bernard Lozier[réf. nécessaire]
- 1988 : La Légende du saint buveur d'Ermanno Olmi
- 1988 : L'Enfance de l'art de Francis Girod
- 1989 : L'Orchestre rouge de Jacques Rouffio
- 1989 : Les Gérants de Philippe Hémery[réf. nécessaire]
- 1991 : Génial, mes parents divorcent ! de Patrick Braoudé
- 1994 : Neuf Mois de Patrick Braoudé
- 1996 : Passage à l'acte de Francis Girod
- 1997 : Amour et Confusions de Patrick Braoudé
- 1999 : Une journée de merde de Miguel Courtois
- 1999 : Je veux tout de Guila Braoudé
- 1999 : Vies croisées de François Rossini[réf. nécessaire]
- 2001 : L'Engrenage de Frank Nicotra
- 2002 : Fais-moi des vacances de Didier Bivel
- 2002 : Week-end de Brice Emiel[réf. nécessaire]
- 2003 : Qui a tué Bambi ? de Gilles Marchand
- 2003 : Les Clefs de bagnole de Laurent Baffie
- 2004 : La Première Fois que j'ai eu 20 ans de Lorraine Lévy
- 2005 : Iznogoud de Patrick Braoudé
- 2006 : Lettres d'un tueur de Frédéric Mancuso[réf. nécessaire]
- 2007 : Contre-enquête de Franck Mancuso
- 2009 : Le Dernier pour la route de Philippe Godeau

### Télévision
- 1981 : Fenêtre sur Boris Vian de Serge Hanin
- 1986 : Les Deux Frères de Roger Kahane
- 1990 : Tribunal
- 1991 : Bonjour les petits enfants de Stéphane Bertin
- 1992 : Anges ou démons ? de Pierre Aknine
- 1993 : Navarro de Nicolas Ribowski : épisode En suivant la caillera
- 1995 : Adrien Lesage de Jacques Monnet
- 1995 : Je m'appelle Régine de Pierre Aknine
- 1995 : Verdict de Miguel Courtois : épisode Paroles d’enfants
- 1996 : L'Amour à l'ombre de Philippe Venault
- 1996 : Une leçon particulière d'Yves Boisset
- 1996 : Inspecteur Moretti de Gilles Béhat
- 1996 : Navarro de Patrick Jamain
- 1997 : Les Cordier, juge et flic de Gilles Béhat : épisode Le Petit Frère
- 1997 : Une semaine au salon de Dominique Baron
- 1997 : Les Cordier, juge et flic de Gilles Béhat : épisode Boulot de flic
- 1997 : Le Roi en son moulin de Jacob Berger
- 1997 : La Fine Équipe d'Yves Boisset
- 1997 : Maintenant et pour toujours de J. Santoni
- 1998 : Au bénéfice du doute de Williams Crépin
- 1998 : Crime de Miguel Courtois
- 1998 : Drôles de clowns de Thierry Binisti
- 1999 : Mère en fuite de Christophe Lamotte
- 1999 : Navarro de Patrick Jamain : épisode Vengeance aveugle
- 1999 : L'Avocate de Jean-Claude Sussfeld : épisode Les Fruits de la haine
- 1999 : Une femme d'honneur de Gilles Béhat : épisode Bébés volés
- 1999 : Parents à mi-temps : Chassés-croisés, téléfilm de Caroline Huppert
- 1999 : Navarro de Gilles Béhat : épisode l’émeute
- 1999 : La Crim' de Dennis Berry
- 1999 : La Bicyclette bleue de Thierry Binisti
- 2000 : Julie Lescaut de Pierre Aknine : épisode La Nuit la plus longue
- 2000 : Le Lycée de Miguel Courtois
- 2001 : Et demain Paula ? de Michaël Perrotta
- 2001 : Le Lycée d'Étienne Dhaene : saison 3
- 2001 : Crim' 4 de Denis Amar
- 2001 : Froid comme l'été de Jacques Maillot
- 2001 : Avocats et Associés d'Alexandre Pidoux
- 2002 : Jean Moulin de Pierre Aknine
- 2002 : Le Pays des enfants perdus de Francis Girod
- 2002 : Les femmes ont toujours raison d'Élisabeth Rappeneau
- 2003 : Le Tuteur : promenade de santé de Roger Kahane
- 2003 : Groupe flag d'Étienne Dhaene : épisode Traffic
- 2003 : Action-Justice : un coupable idéal d'Alain Nahum
- 2004 : Une femme d'honneur d'Alain Cayrade
- 2004 : Clara et associés de Gérard Marx
- 2004 : D'Artagnan et les Trois Mousquetaires de Pierre Aknine
- 2004 : Allons petits enfants de Thierry Binisti
- 2004 : Louis Page de Philippe Roussel
- 2004 : Le Bal des célibataires de Jean-Louis Lorenzi
- 2005 : Docteur Dassin d'Olivier Langlois : épisode L'Ombre et la Lumière
- 2005 : SOS 18 de Dominique Baron : saison 2, épisode Saleté de gosses
- 2005 : L'Affaire Christian Ranucci : Le Combat d'une mère de Denys Granier-Deferre
- 2006 : Femmes de loi de Denis Amar
- 2006 : Les Jurés de Bertrand Arthuys
- 2007 : Central Nuit d'Olivier Barma
- 2007 : Adresse inconnue de Rodolphe Tissot
- 2008 : Sœur Thérèse.com de Dominique Tabuteau
- 2008 : L'Odyssée de l'amour de Thierry Binisti
- 2008 : L'Amour dans le sang de Vincent Monnet
- 2009 : La Passion selon Didier, de Lorenzo Gabriele
- 2011 : L'Attaque d'Alexandre Pidoux
- 2012 : Julie Lescaut d'Alain Choquart
- 2013 : Candice Renoir d'Olivier Laneurie : saison 2, épisode no 3 Le cœur a ses raisons
- 2014 : Ce soir je vais tuer l'assassin de mon fils de Pierre Aknine
- 2017 : Meurtres en Auvergne de Thierry Binisti : Delphine Crémiers

## Théâtre
- 1987 : On ne badine pas avec l'amour d'Alfred de Musset, mise en scène Philippe Hémery, Grand Hall Montorgueuil
- 1987 : Le Fils de Christian Rullier, mise en scène F. Rancillac, La Cigale
- 1988 : Les Précieuses ridicules de Molière, mise en scène F. Macherey, Théâtre Victor-Hugo, Bagneux
- 1988 : Légère en août de Denise Bonal, mise en scène J.-P. Loriol, Théâtre Malraux de Bondy
- 1988-1992 : Cirque baroque de Christian Taguet, mise en scène Christian Taguet, Festival d'Avignon et tournée
- 1989 : Imbroglio de Les Macloma, mise en scène D. Lardenois, Théâtre de Paris-Plain et tournée
- 1990 : Le Médecin malgré lui de Molière, mise en scène Sylvain Lemarié, Festival Molière Pré-Catelan
- 1990 : Tempo de Harris, mise en scène Philippe Ogouz, Tournée Karsenty-Herbert
- 1991 : Le Sang chaud de la terre de Huysman, mise en scène Robert Cantarella, Théâtre du Merlan
- 1993-1994 : Lettre à Lou de Guillaume Apollinaire, mise en scène Serge Lascar, Théâtre du Lucernaire et tournée
- 1997 : L'Intervention de Victor Hugo, mise en scène Philippe Lagrue, La Courée - Collégien
- 1999 : Amorphe d'Ottenburg de Jean-Claude Grumberg, mise en scène Jean-Michel Ribes, Comédie-Française
- 2000 : L'École des maris de Molière, mise en scène Thierry Hancisse, Comédie-Française et tournée
- 2001 : Couples de Georges Courteline, mise en scène M.-F. Santon, Théâtre Sylvia Monfort et tournée
- 2003 : Le Père humilié de Paul Claudel, mise en scène Colette Teissèdre, Théâtre du Nord-Ouest
- 2005 : Atteintes à sa vie de Martin Crimp, mise en scène Pascal Siméon, MC de Clermont-Ferrand
- 2006 : Les Grelots du fou de Luigi Pirandello, mise en scène Claude Stratz, Théâtre du Vieux-Colombier et tournée
- 2007-2008 : Toc toc de Laurent Baffie, mise en scène Laurent Baffie, Théâtre du Palais-Royal et tournée
- 2009-2012 : La Cantatrice chauve d'Eugène Ionesco, mise en scène Nicolas Bataille, Théâtre de la Huchette
- 2012 : Hollywood de Ron Hutchinson, mise en scène Daniel Colas, Théâtre Antoine
- 2013 : Hollywood de Ron Hutchinson, mise en scène Daniel Colas, tournée
- 2017 : Comme à la maison de Bénédicte Fossey et Éric Romand, mise en scène Pierre Cassignard,   Théâtre de Paris